# Hüsingen
Hüsingen ist der südlichste Ortsteil der Gemeinde Steinen im Landkreis Lörrach. Das 6,87 Quadratkilometer große Gebiet weist als Besonderheit eine Exklave rechtsseitig der Wiese auf.

## Lage und Geografie
Hüsingen ist ein Haufendorf auf einer Quellnische – einer Hohlform, die durch Grundwasseraustritt einer unterirdischen Erosion entstanden ist – auf dem nördlichen Dinkelberg gelegen und ist der südlichste Teilort der Gemeinde Steinen. Durch Hüsingen verläuft die Kreisstraße 6334 zwischen Höllstein und Adelhausen, welches zu Rheinfelden gehört. Das Besiedlungsgebiet befindet sich linksseitig der Wiese. Eine rechtsseitige Exklave ist unbewohnt und weist reine Waldflächen auf.
Nördlich des Besiedlungsgebietes in Richtung des Rinnberg, wenige hundert Meter vom Ortskern Hüsingens entfernt, befindet sich der Wohnplatz Merian’sche Anlagen.

## Geologie
Auf Hüsingens Gemarkung sind zwei schmale in Nord-Süd-Richtung streichende tektonische Gräben in die Muschelkalktafel des Dinkelbergs eingesenkt. In diese Gräben, die im Relief nur stellenweise in Erscheinung treten, sind Sedimente der nächsthöheren Schichtenfolge, die vorwiegend roten Tone des Keupers eingesackt.
Der größere dieser Keupergräben, der Hüsinger Graben setzt über Höllsteins Lettenweg ein und ist hier als Rodegasse im Waldhang zu erkennen. Mit seinem Westrand berührt er den Hüsinger Friedhof und zieht dann, sich verbreiternd, über die Brunnmatt zur Hummelrütte und zum Erlenhölzle, dann westlich an Eichsel vorbei, bis er an einer Querverwerfung bei Degerfelden-Reibehau sein Ende findet. Im Wald südlich des Müsler -Festplatzes, in der Hummelrütte (und im Letten der Adelhausener Gemarkung) lagern den bunten Keupertonen noch Reste einer widerständigen, fossilreichen Unterjura-(Lias-)kalkdecke auf. Diese hat lange den Keuper im Graben geschützt, so dass dieser, während außerhalb des Grabens weichere Schichten abgetragen wurden, streckenweise als Rücken herauspräpariert wurde (Reliefumkehr). Außerhalb der Gräben ist auf der Hüsinger Gemarkung der Keuper weitestgehend abgeräumt.
Der zweite, wesentlich kleinere Graben verläuft in einem Tälchen zwischen Vorder Fenningen und Dachsberg und endet schon vor den Dachsberg-Aussiedlerhöfen an einer Querverwerfung. Hier bildet sich die Grabenstruktur auch in der Landschaft ab.
Außerhalb der Gräben bilden auf dem Dinkelberg die Bänke und Platten des Oberen Muschelkalks, die in mehreren aufgelassenen Steinbrüchen zu sehen sind, den Untergrund. Der Mittlere Muschelkalk, der am Hang über dem Wiesental den Sockel bildet, ist von Hangschutt bedeckt und nirgends aufgeschlossen. Die Gipsstampfe, die im 19. Jahrhundert unterhalb der Merianschen Gärten im Betrieb war, deutet aber auf den Gips (Anhydrid) führenden Mittleren Muschelkalk hin.
Im rissig-klüftigen, verkarsteten Oberen Muschelkalk versinken die Niederschläge, weshalb hier keine dauerhaften Fließgewässer zu erwarten sind. Das versickerte Wasser tritt erst tiefer über den undurchlässigen Mergeln des Mittleren Muschelkalks wieder aus (Beispiel: Quelle im unteren Weiher-Tälchen). Trockentäler prägen die Dinkelberglandschaft auch um Hüsingen. Eine bemerkenswerte Karsterscheinung ist die in der Geotouristischen Karte des LGRB aufgeführte Doline nahe der östlichsten Gemarkungsgrenze im Gewann Fohren.
Ein großer Teil des Hüsinger Waldgebiets liegt als „Exklave“ nördlich der Wiese, wo mit dem Hornberg der höchste Punkt der Gemarkung erreicht wird. Hier bilden die zum Schwarzwald hin leicht ansteigenden Schichten des Buntsandsteins und darunter die des Rotliegenden den Untergrund. Die tektonisch höhere Lage der Schollen nördlich der Wiese hatte zur Folge, dass der einst auch hier über dem Buntsandstein lagernde Muschelkalk bereits abgetragen ist.
Die Gemarkung umfasst ein kleines Stück der von der Wiese aufgeschotterten, teilweise mit Abschwemmmassen aus dem Tälchen westlich der Merianschen Anlagen bedeckte Talebene. Die Mächtigkeit der Schottermassen beträgt auf Hüsingens Gemarkung etwa 15 Meter. 

## Geschichte
Auf Hüsinger Gemarkung liegen an der Hochstraße zwei Grabhügel von beachtlicher Größe. Sie sind aus Erde aufgeschüttet und lassen sich der hallstattzeitlichen Grabhügelgruppe zuordnen, die beispielsweise in Wintersweiler („Katzenberg“) und Lörrach („Moos“) gefunden wurden und damit vermutlich in die frühkeltische Zeit zu datieren ist. Neben Gräbern finden sich auch andere vorgeschichtliche Funde auf der Gemarkung.
Namentlich zum ersten Mal erwähnt wird der Ort 1242 als Husinchon. Er gehört zur St. Basischen Probstei Weitenau. Vermutlich leitet sich der Namen von einem Personennamen ab. 1406 ist eine Kirche im Ort erwähnt. Hüsingen war Bestandteil des Dinghofs von Steinen und gehörte spätestens seit 1517 der dortigen Vogtei.

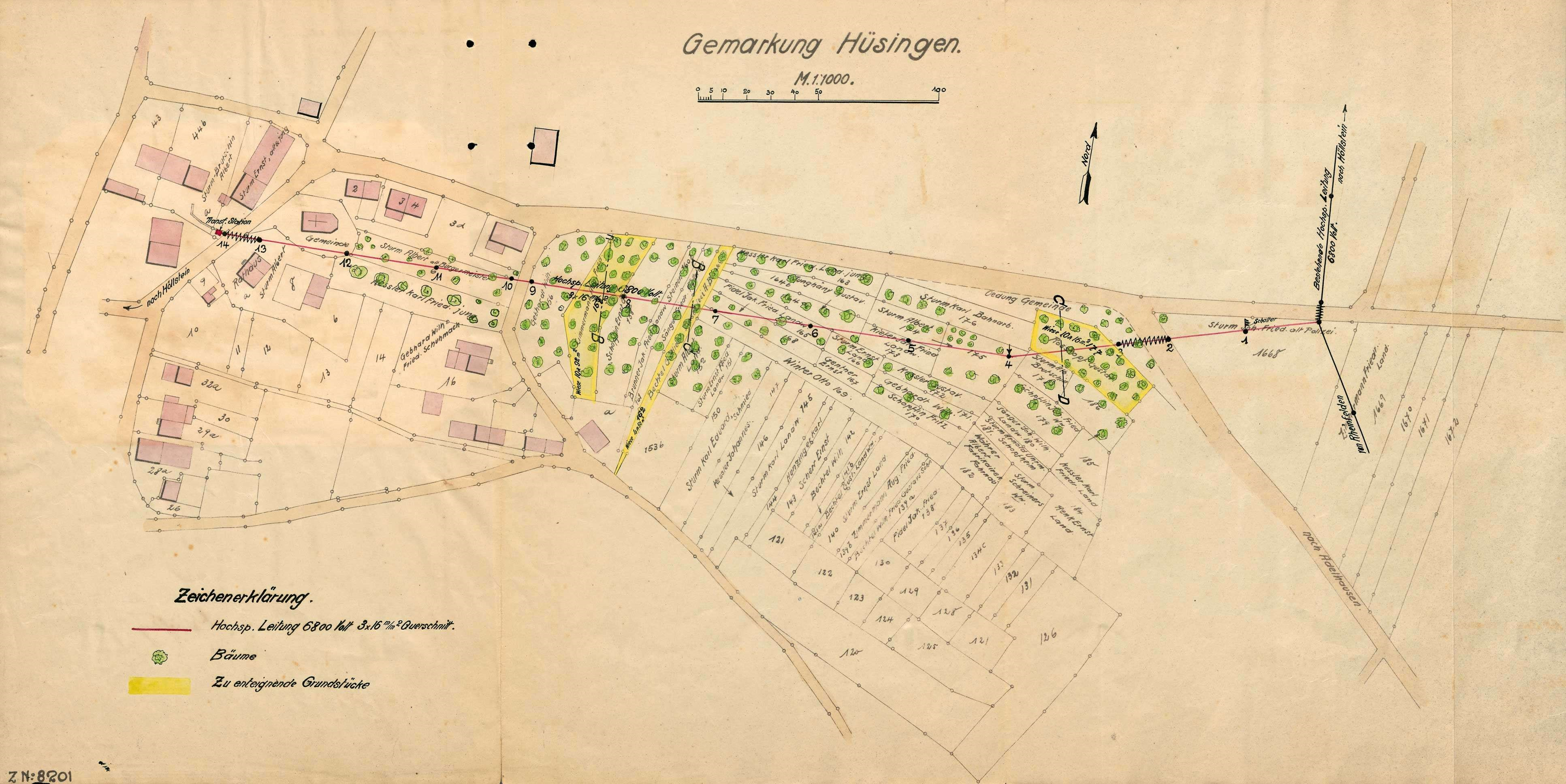
Karte Hüsingens (1913), die den Verlauf der Hochspannungsleitung (rot) darstellt

Im Jahr 1913 reichten die Betreiber des Kraftwerks Rheinfelden (1898 fertiggestellt) ein Enteignungsverfahren ein, um auf der Gemarkung des Ortes eine Hochspannungsleitung (→ Stromtrasse) errichten zu dürfen.
Im Zuge der Gemeindereform wurde Hüsingen zum 1. Januar 1975 Teil der neu gebildeten Gemeinde Steinen (Baden). Im Jahr 1992 feierte der Ort sein 750-jähriges Bestehen. Im Jahr 1999 wurde das Bürgerhaus im Dorfkern fertiggestellt, das sowohl die örtliche Freiwillige Feuerwehr wie auch die Ortsverwaltung beherbergt.
Die erste Etappe der Tour de Suisse 2001 von Rust nach Basel verlief durch Hüsingen.

## Politik

### Wappen
Die Blasonierung des ehemaligen Gemeindewappens von Hüsingen ist eine „in Blau gestürzte silberne Pflugschar, belegt mit dem badischen Wappenschild.“

### Ortschaftsrat
Hüsingen verfügt über einen Ortschaftsrat, der von einem Ortsvorsteher angeführt und einer Stellvertretung unterstützt wird. Dem Rat gehören sechs Mitglieder an. Sitz des Ortschaftsrates ist die Ortsverwaltung in Hüsingen.

## Bevölkerung

### Einwohnerentwicklung
Die Zahl der Einwohner Hüsingens entwickelte sich wie folgt:
| Jahr | Einwohner |
| ---- | --------- |
| 1852 | 352       |
| 1871 | 339       |
| 1880 | 358       |
| 1890 | 352       |
| 1900 | 298       |
| 1910 | 305       |
| 1925 | 314       |
| 1933 | 332       |

| Jahr | Einwohner |
| ---- | --------- |
| 1939 | 332       |
| 1950 | 394       |
| 1956 | 398       |
| 1961 | 402       |
| 1970 | 446       |
| 1980 | 412       |
| 1990 | 496       |
| 2012 | 566       |

### Religion
Die Zugehörigkeit zu den Religionsgemeinschaften verteilte sich in der Vergangenheit wie folgt:
| Religionszugehörigkeit in Weitenau | Religionszugehörigkeit in Weitenau | Religionszugehörigkeit in Weitenau | Religionszugehörigkeit in Weitenau |
| Jahr                               | Religion                           | Religion                           | Religion                           |
| ---------------------------------- | ---------------------------------- | ---------------------------------- | ---------------------------------- |
|                                    | evangelisch                        | katholisch                         | sonstige                           |
| 1858                               | 95,0 %                             | 5,0 %                              | 0 %                                |
| 1925                               | 92,7 %                             | 7,3 %                              | 0 %                                |
| 1950                               | 90,6 %                             | 9,4 %                              | 0 %                                |
| 1961                               | 92,5 %                             | 7,5 %                              | 0 %                                |
| 1970                               | 85,4 %                             | 13,0 %                             | 1,6 %                              |

## Infrastruktur und Wirtschaft

### Wirtschaft
Der Charakter Hüsingens ist vor allem landwirtschaftlich geprägt. Im Ort ansässig sind ansonsten nur kleine Gewerbebetriebe.

### Strom- und Gastrasse
Nur wenige hundert Meter südlich des Besiedlungsgebietes von Hüsingen, teilweise über dem Campingplatz des Sport- und Freizeitvereins Hüsingen verlaufen zwei Hoch- und zwei Höchstspannungsleitungen. Bei den Hochspannungsleitungen handelt es sich um zwei je 110 kV-Leitungen, die von den Kraftübertragungswerken Rheinfelden nordwärts führen. Bei den zwei Höchstspannungsleitungen handelt es sich um zwei je 380 kV-Leitungen. Die eine führt vom Umspannwerk Kühmoos ins nordbadische Daxlanden, die zweite von der Koppelleitung Laufenburg bis zum Unterwerk im elsässischen Sierentz.
Vom 30 Kilometer entfernten Hügelheim verläuft die Trans-Europa-Naturgas-Pipeline bis nach Hüsingen und verläuft weiter in die Schweiz und nach Italien.

### Festplatz und Camping
Wenige hundert Meter südlich der Ortsmitte befindet sich der Festplatz Müsler neben einem vereinbetriebenen Campingplatz.

## Kultur und Sehenswürdigkeiten

### Bauwerke und Ortsbild

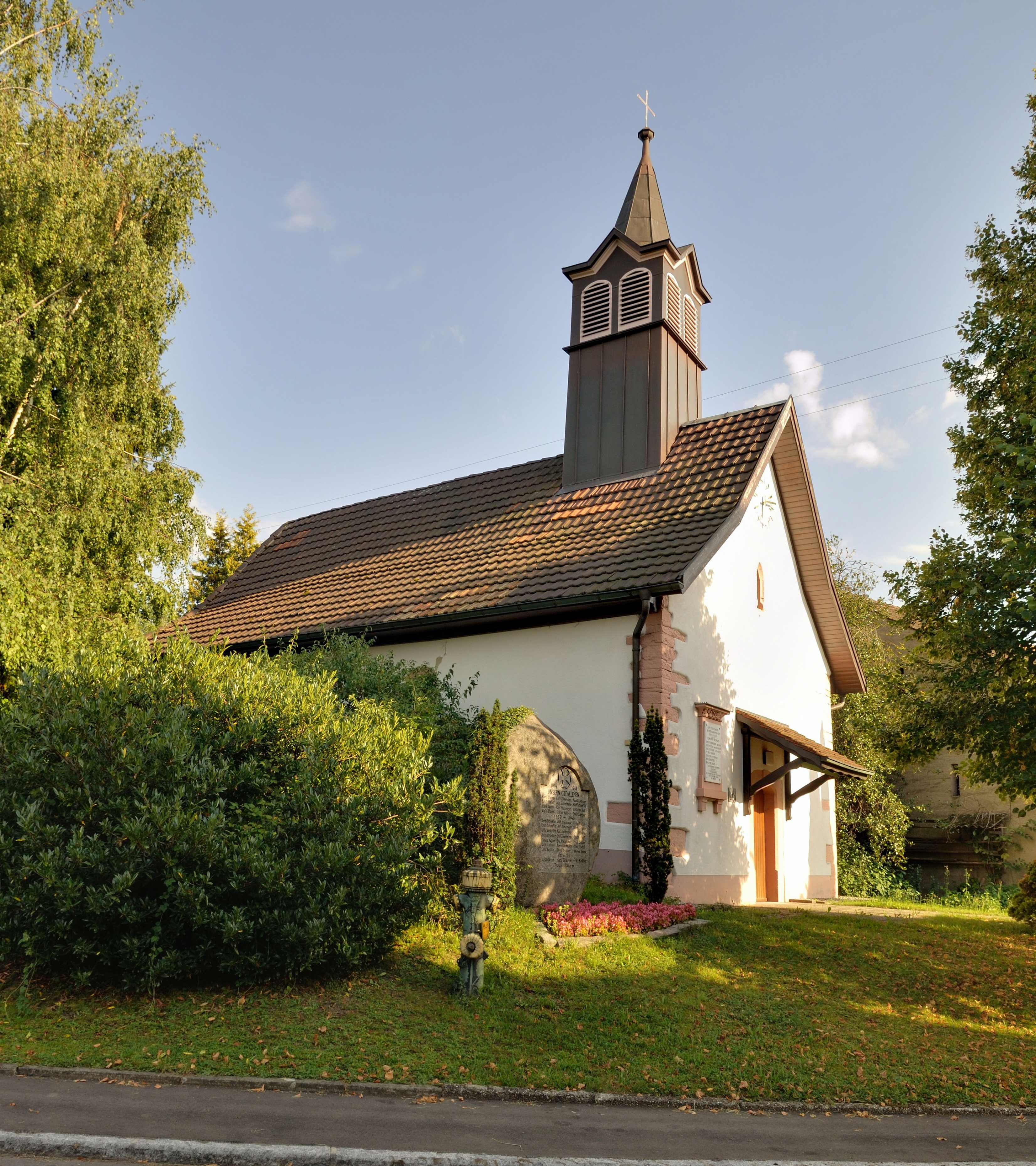
Evangelische Kirche Hüsingen

Das Ortsbild Hüsingens wird durchweg von ländlich geprägten Wohnhäusern dominiert.
Etwas oberhalb der Ortsmitte steht in Hüsingen die Evangelische Kirche (Hüsingen). Das heutige Bauwerk aus dem Jahr 1726 hat seinen Ursprung in der zweiten Hälfte des 14. Jahrhunderts.

### Vereine
Der im Jahr 1953 gegründete Turnverein Hüsingen zählt gegenwärtig 385 Mitglieder, die sich in zehn Abteilungen untergliedern. Den Mitgliedern steht die Sportanlage auf dem Müsler zur Verfügung.
Der älteste Verein am Ort ist der Gesangsverein, der 1854 gegründet wurde. Darüber hinaus existieren ein Krankenpflegeverein und ein Förderverein der Margarethengemeinde.

## Söhne und Töchter der Gemeinde
- Ernst Friedrich Sturm (1829–1876), Lehrer und Dichter, Teilnehmer am Heckeraufstand 1848